# Delsjön, Jämtland
Delsjön är en sjö i Bräcke kommun i Jämtland och ingår i Ljungans huvudavrinningsområde. Sjön har en area på 0,172 kvadratkilometer och ligger 403,2 meter över havet.

## Delavrinningsområde
Delsjön ingår i det delavrinningsområde (695999-152050) som SMHI kallar för Utloppet av Landflyn. Medelhöjden är 343 meter över havet och ytan är 6,06 kvadratkilometer. Räknas de 283 avrinningsområdena uppströms in blir den ackumulerade arean 2 845,55 kvadratkilometer. Gimån som avvattnar avrinningsområdet har biflödesordning 2, vilket innebär att vattnet flödar genom totalt 2 vattendrag innan det når havet efter 115 kilometer. Avrinningsområdet består mestadels av skog (87 procent). Avrinningsområdet har 0,3 kvadratkilometer vattenytor vilket ger det en sjöprocent på 5 procent.